# Argavieso
Argavieso – gmina w Hiszpanii, w prowincji Huesca, w Aragonii, o powierzchni 9,6 km². W 2011 roku gmina liczyła 110 mieszkańców.